# Václav Ježek (1977)
Václav Ježek (Mestec Kralove, 13 september 1977) is een voormalig Tsjechisch veldrijder die in het verleden één seizoen uitkwam voor Author.

## Belangrijkste overwinningen
1999
- Tsjechisch kampioen veldrijden, Beloften

## Grote rondes
Geen